# Нижнетемерницкий
Нижнетемерни́цкий — хутор в Аксайском районе Ростовской области. Население 93 человека (восьмой по численности в сельпосе).
Входит в состав Щепкинского сельского поселения.

## История
На карте 1983 года отмечен как совхоз Откормочный. На карте 2005 года уже как часть совхоза Темерницкого. Был выделен в отдельный населённый пункт в 2008 году вместе с посёлками Темерницким и Верхнетемерницким. Название дано по реке Балка Темерник, на которой стоит хутор. Название нелогично, потому что на самом деле Нижнетемерницкий расположен выше по течению, чем Верхнетеменицкий. До этого входил в состав посёлка Щепкин, несмотря на то, что расстояние между ними равно 3,6 км.

## География
Стоит на правом берегу реки Балка Темерник. Возле хутора на ней сооружён крупный пруд. С юга к Нижнетемерницкому примыкает рукотворный Щепкинский лес, бывший партийный заказник. В 1,2 км к югу (по Щепкинскому лесу) проходит бывший противотанковый ров времён ВОВ. В 1,3 км к северу от хутора проходит объездная дорога вокруг Ростова-на-Дону, выходящая на автодорогу М-4 Дон. Хутор расположен на высоте 80 м над уровнем моря.

### Таблица расстояний[4]
| Статус       | НП                | Расстояние по прямой | Расстояние по дорогам | Направление |
| ------------ | ----------------- | -------------------- | --------------------- | ----------- |
| Облцентр     | г. Ростов-на-Дону | 15,2 км              | 18,8 км               | Ю           |
| Райцентр     | г. Аксай          | 12,6 км              | 22,7 км               | ЮВ          |
| Сельпосцентр | пос. Октябрьский  | 7,4 км               | 28,7 км               | СВ          |

### Улицы
В хуторе 9 улиц и 1 переулок:
- ул. Гайдара
- ул. Зелёная
- пер. Луговой
- ул. Полевая
- ул. Пушкина
- ул. Есенина
- ул. Лермонтова
- ул. Некрасова
- ул. Дюма
- ул. Светланы Бабаевой
- ул. Озёрная
- ул. 2 Озёрная

## Население
| 2010 |
| ---- |
| 209  |

Нижнетемерницкий — восьмой по населению наспункт в Щепкинском сельском поселении после посёлка Октябрьского (2050 человек), посёлка Щепкина (1059 человек), посёлка Темерницкого (730 человек), посёлка Красный (652 человек), посёлка Верхнетемерницкого (629), посёлка Возрождённого (394 человек) и посёлка Элитного (315 человек).
На карте 1983 года указана численность населения около 100 человек.

## Топографические карты
- Лист карты L-37-20 Родионово-несветайская. Масштаб: 1 : 100 000. Состояние местности на 1982 год. Издание 1983 г.